# Kalevi Toiviainen
Kalevi Eino Ilmari Toiviainen, född 3 augusti 1929 i Uguniemi, död 7 december 2015 i Esbo var en finländsk biskop som var biskop i Sankt Michels stift i Evangelisk-lutherska kyrkan i Finland mellan åren 1978 och 1993.
Toiviainen avlade sin teologie kandidatexamen 1955 och prästvigdes samma år. Teologie licentiat blev han 1965 och han doktorerade 1968.
Toiviainen var den förste ledaren för Kyrkans utbildningscentral 1970-1974. Han arbetade vid Helsingfors universitet 1974-1978 och var professor i ekumenik där 1976-1978. Efter detta blev han biskop i S:t Michel och verkade i denna uppgift ända till sin pensionering år 1993.